# Drofenin
Drofenin [Handelsname: Spasmoplus (A)] ist ein Arzneistoff, der als Spasmolytikum verwendet wird, den sich Ciba 1941 patentieren ließ. Es handelt sich dabei um ein Anticholinergikum, das sowohl auf der Ebene der Nerven als auch der Muskelfasern wirkt (neurotrop-muskulotrope Wirkung). Drofenin wirkt zudem als FIASMA (funktioneller Hemmer der sauren Sphingomyelinase).
Chemisch gesehen handelt es sich dabei um ein Derivat der Phenylessigsäure, das mit dem Adiphenin verwandt ist.
Verwendet wird der Arzneistoff in Form des Hydrochlorids.